# Charles Francis Adams III
Pour les articles homonymes, voir Charles Francis Adams, Charles Adams (homonymie) et Adams.
Charles Francis Adams III, né le 2 août 1866 à Quincy (Massachusetts) et mort le 10 juin 1954 à Boston (Massachusetts), est un homme politique américain. Membre du Parti républicain, il est maire de Quincy entre 1896 et 1897 puis secrétaire à la Marine entre 1929 et 1933 dans l'administration du président Herbert Hoover.
Adams est diplômé du Harvard College en 1888 et de la Harvard Law School en 1892. Après avoir été avocat puis homme d'affaires, il est élu maire de Quincy en 1896 et non élu un an plus tard. Adams épouse Frances Lovering en 1899 et ils ont deux enfants. En 1903, il propose au Congrès de restaurer l'USS Constitution. Son vœu fut exaucé en 1907, lorsqu'une collecte de fonds permit de le rendre à nouveau accessible au public. Adams a été dirigeant de 43 sociétés, dont la Harvard Corporation. Il est ensuite nommé secrétaire à la marine en 1929. Il a fait comprendre au public le rôle indispensable de la marine dans les affaires internationales et s'est efforcé de maintenir la puissance et l'efficacité de la marine pendant la Grande Dépression. En 1930, il réussit à maintenir le principe de la parité navale entre les États-Unis et la Grande-Bretagne lors du traité naval de Londres. Il prend sa retraite en 1933. Le président Hoover a fait remarquer qu'il aurait nommé Adams secrétaire d'État s'il l'avait connu dès le début de sa présidence.

## Biographie

### Premières années
Charles Francis Adams III est né le 2 août 1866 à Quincy, dans le Massachusetts, de Frances "Fanny" Cadwalader Crowninshield et de John Quincy Adams II.
Adams est diplômé avec mention du Harvard College en 1888, où il est membre de la fraternité Delta Kappa Epsilon (chapitre Alpha). Il est ensuite diplômé de la faculté de droit de Harvard en 1892.

### Nautisme à la voile
Il est le skipper qui mène le Resolute vers la victoire lors de la Coupe de l'America en 1920.

### Sépulture
Il est enterré dans le cimetière de Mount Wollaston à Quincy au Massachusetts(p101).

## Famille
Il est l'arrière-petit-fils de John Quincy Adams et l'arrière-arrière-petit-fils de John Adams.

## Hommages
Il est fait membre honoraire de l'Académie américaine des arts et des sciences en 1932.